# Tartarogryllus sandanski
Tartarogryllus sandanski är en insektsart som beskrevs av Jekaterina Michajlovna Andrejeva 1982. Tartarogryllus sandanski ingår i släktet Tartarogryllus och familjen syrsor. Inga underarter finns listade i Catalogue of Life.